# Southwater
Southwater är en ort och civil parish i Storbritannien.   Den ligger i grevskapet West Sussex och riksdelen England, i den södra delen av landet, 60 km söder om huvudstaden London. Southwater ligger 44 meter över havet och antalet invånare är 8 483.
Terrängen runt Southwater är platt. Runt Southwater är det ganska tätbefolkat, med 239 invånare per kvadratkilometer. Närmaste större samhälle är Horsham, 4,7 km norr om Southwater. Trakten runt Southwater består till största delen av jordbruksmark.